# برگوفو
برگوفو شهری در استان ویدین کشور بلغارستان است که جمعیت آن در سال ۲۰۰۱ میلادی ۲٬۸۰۹ نفر بوده‌است.